# Lennart Wallén
Pour les articles homonymes, voir Wallen (homonymie).

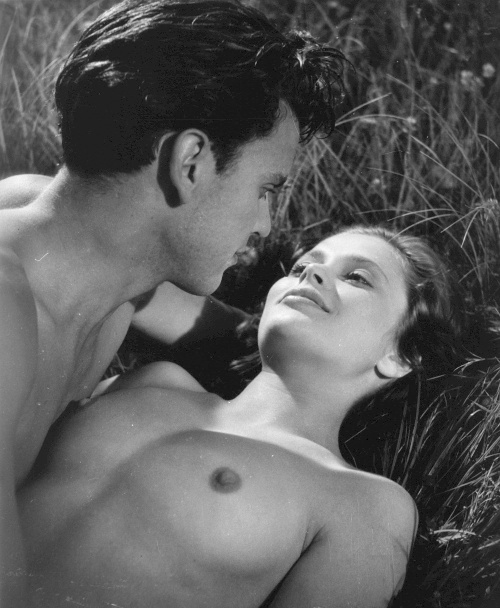
Elle n'a dansé qu'un seul été (1951), avec Folke Sundquist et Ulla Jacobsson

Lennart Wallén, né le 15 octobre 1914 (lieu à préciser) et mort le 25 mai 1967 à Stockholm, est un monteur suédois (occasionnellement réalisateur ou assistant-réalisateur).

## Biographie
Fils des acteurs Sigurd Wallén (1884-1947) et Edith Wallén (sv) (1891-1960), Lennart Wallén contribue comme monteur à cent-soixante-deux films suédois sortis entre 1938 et 1966. Il meurt prématurément l'année suivante (1967), à 52 ans.
Quatre de ces films sont réalisés par Ingmar Bergman, dont La Prison (1949) et Le Septième Sceau (1957). On peut également mentionner Mademoiselle Julie d'Alf Sjöberg (1951) et Aimer de Jörn Donner (1964).
De plus, il contribue au film américain L'Énigmatique Monsieur D de Sheldon Reynolds (1956) et à trois coproductions, dont Singoalla de Christian-Jaque (film franco-suédois, 1949).
Pour la télévision, il est monteur sur deux séries, dont Foreign Intrigue (en) (quarante-neuf épisodes, 1951-1955), ayant inspiré le film précité L'Énigmatique Monsieur D. S'ajoute un téléfilm diffusé en 1961.

## Filmographie partielle

### Cinéma
(films suédois, sauf mention contraire)
- 1944 : Prins Gustaf de Schamyl Bauman
- 1946 : Le jour se meurt (I dödens väntrum) d'Hasse Ekman
- 1948 : Musique dans les ténèbres (Musik i mörker) d'Ingmar Bergman
- 1948 : Port étranger (Främmande hamn) d'Hampe Faustman
- 1949 : Singoalla de Christian-Jaque (film franco-suédois)
- 1949 : La Prison (Fängelse) d'Ingmar Bergman
- 1950 : La Fille aux jacinthes (Flicka och haycinter) d'Hasse Ekman
- 1951 : Elle n'a dansé qu'un seul été (Hon dansade en sommar) d'Arne Mattsson
- 1951 : Mademoiselle Julie (Fröken Julie) d'Alf Sjöberg
- 1953 : Le Pain de l'amour (Kärlekens bröd) d'Arne Mattsson
- 1956 : L'Énigmatique Monsieur D (Foreign Intrigue) de Sheldon Reynolds (film américain)
- 1950 : Cela ne se produirait pas ici (Sånt händer inte här) d'Ingmar Bergman
- 1957 : Le Septième Sceau (Det sjunde inseglet) d'Ingmar Bergman
- 1959 : Les Blousons dorés (Raggare!) d'Olle Hellbom
- 1960 : Le Juge (Domaren) d'Alf Sjöberg
- 1961 : Existe-t-il encore des anges ? (Änglar, finns dom?) de Lars-Magnus Lindgren
- 1962 : La Maîtresse (Älskarinnan) de Vilgot Sjöman
- 1964 : Aimer (Att älska) de Jörn Donner
- 1964 : 491 de Vilgot Sjöman

### Télévision
- 1951-1955 : Foreign Intrigue, 49 épisodes